# Brunnhartshausen
Brunnhartshausen är en ortsteil i kommunen Dermbach i Wartburgkreis i förbundslandet Thüringen i Tyskland. Brunnhartshausen var en kommun fram till januari 1 2019 när den uppgick i Dermbach. Kommunen Brunnhartshausen hade 348 invånare 2018.